# Lepena
Lepena (en serbe cyrillique : Лепена) est un village de Serbie situé dans la municipalité de Knjaževac, district de Zaječar. Au recensement de 2011, il comptait 54 habitants.

## Démographie
| 1948 | 1953 | 1961 | 1971 | 1981 | 1991 | 2002 | 2011 |
| ---- | ---- | ---- | ---- | ---- | ---- | ---- | ---- |
| 343  | 329  | 317  | 289  | 239  | 191  | 137  | 54   |

|  |